# چرخ‌ریسوی سرسیاه
چرخ‌ریسوی سرسیاه (نام علمی: Poecile atricapillus) نام یک گونه از تیره چرخ‌ریسک است.